# Ćwieczak obrzeżony
Ćwieczak obrzeżony, czarnuch kuchenny (Uloma culinaris) – gatunek chrząszcza z rodziny czarnuchowatych i podrodziny Tenebrioninae. Zamieszkuje Europę, Zakaukazie i Iran. Zarówno larwy, jak i postacie dorosłe występują w wilgotnym, przegrzybiałym, martwym drewnie starych drzew.

## Taksonomia
Gatunek ten opisany został po raz pierwszy w 1758 roku przez Karola Linneusza w dziesiątym wydaniu Systema Naturae pod nazwą Tenebrio culinaris. W 1975 roku mocą opinii Międzynarodowej Komisji Nomenklatury Zoologicznej wyznaczony został gatunkiem typowym rodzaju Uloma.

## Morfologia

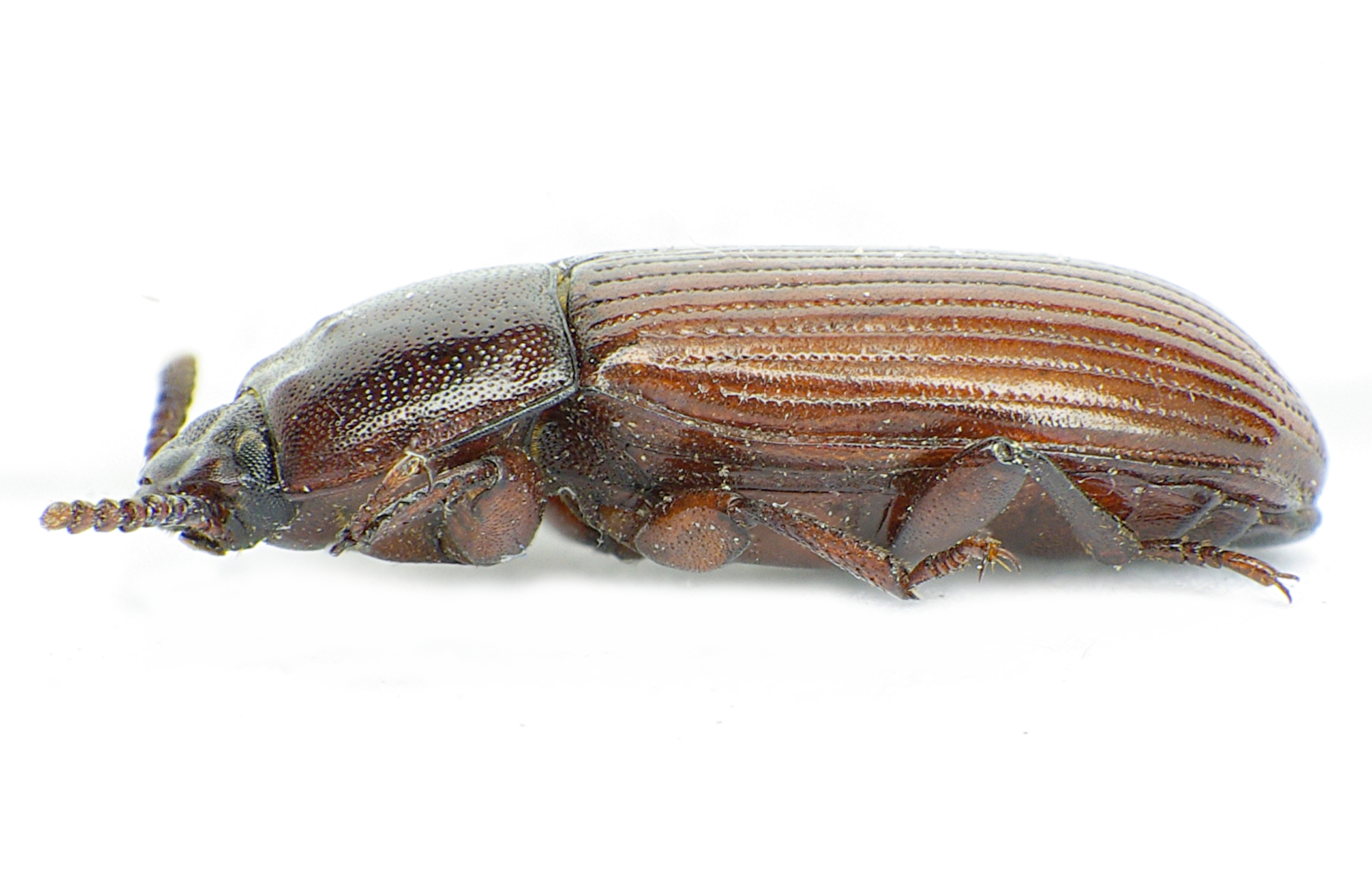
Imago, widok z boku

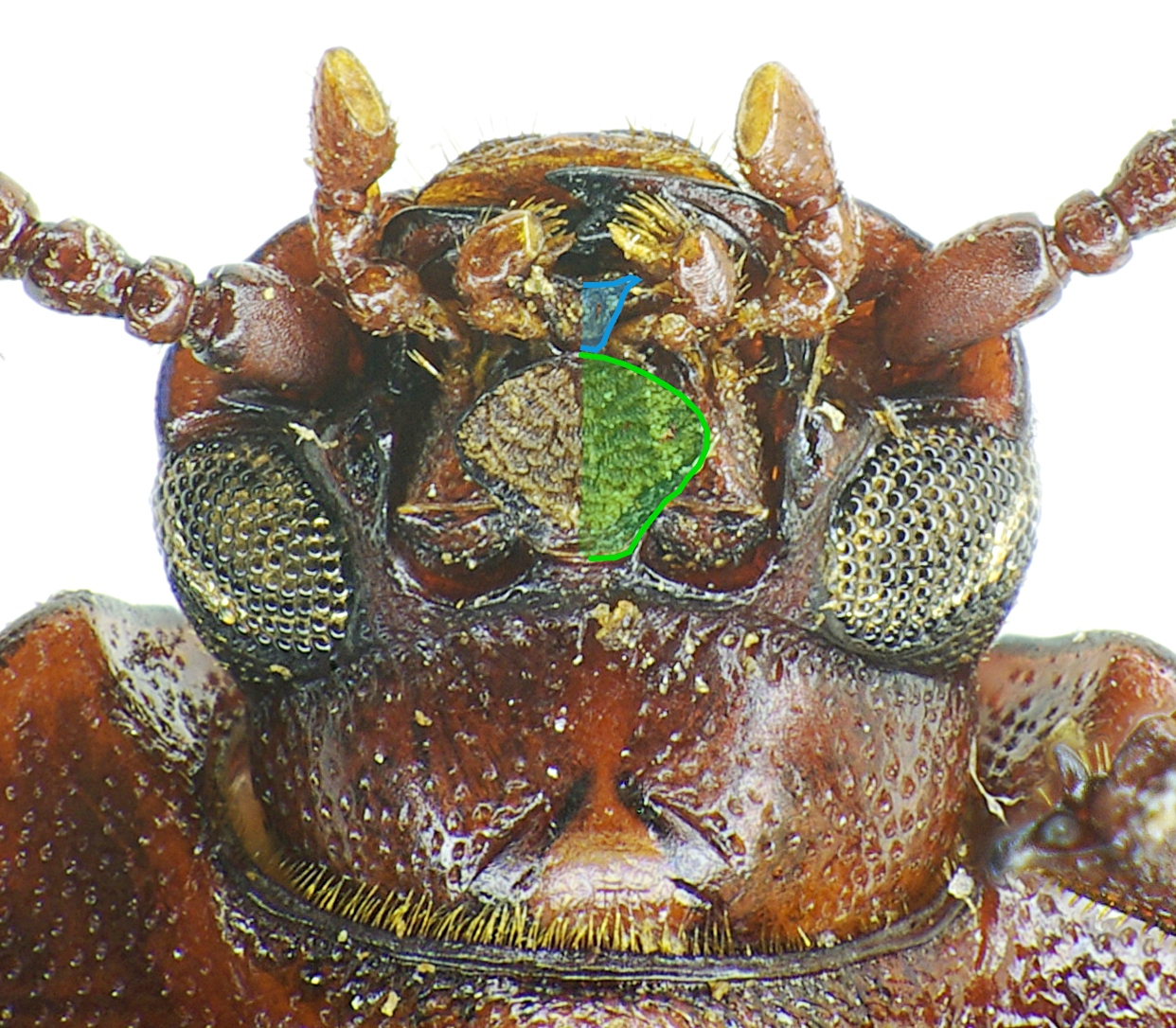
Spód głowy

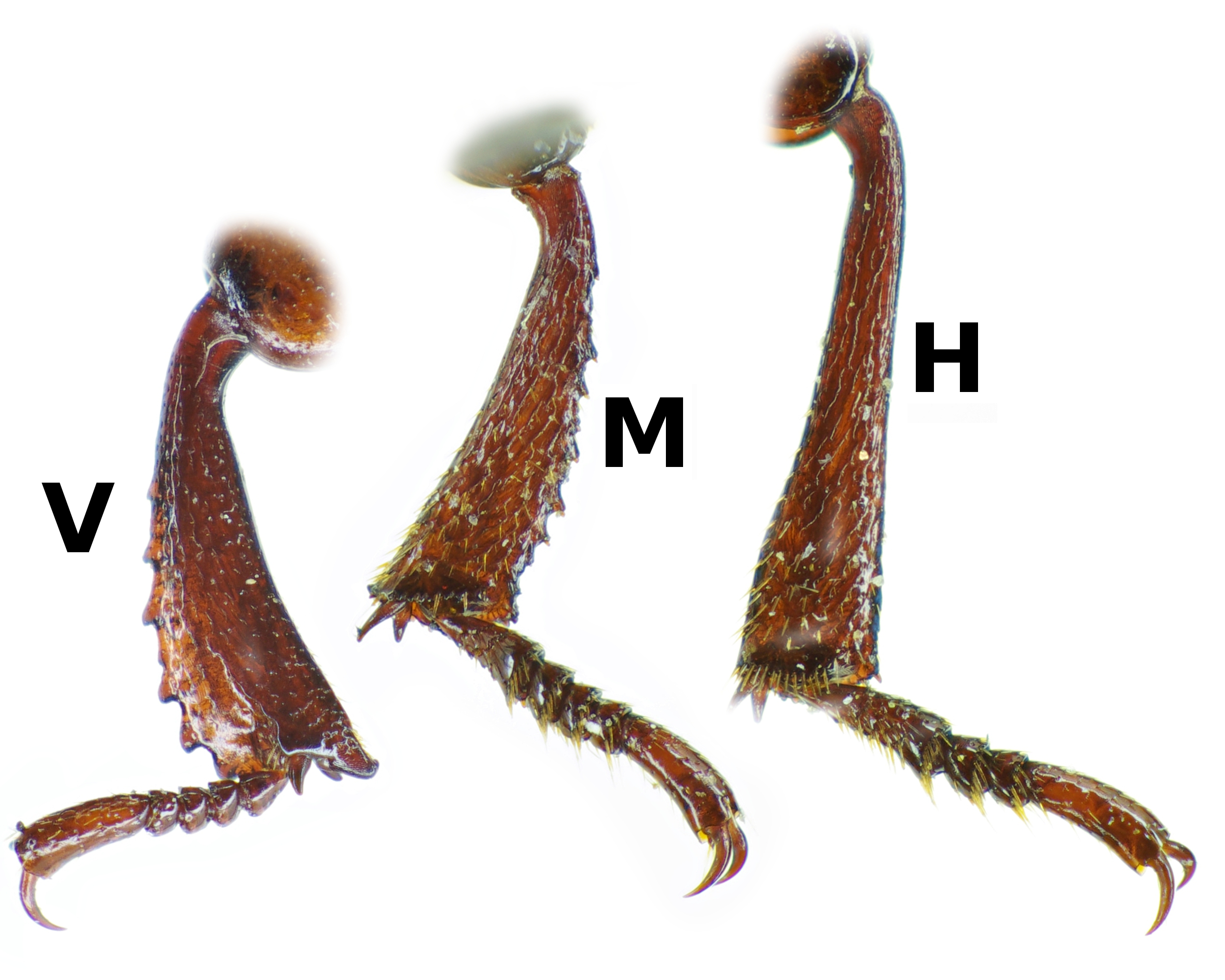
Budowa odnóży. V: przednie, M: środkowe, H: tylne

Chrząszcz o przeciętnie wypukłym, w zarysie wydłużonym z równoległymi bokami ciele długości od 10 do 12 mm, nieco tęższym niż u ćwieczaka rdzawego. Ubarwienie ma błyszcząco kasztanowe.
Głowa jest mała, szersza niż dłuższa, znacznie węższa niż przedplecze, ku przodowi nieznacznie zwężona, gęsto i stosunkowo silnie punktowana, o półkolistym wgłębieniu odgraniczającym nadustek od czoła, dużych i niepodzielonych występami policzków oczach oraz krótkich i krępych czułkach. Warga dolna odznacza się sercowatym podbródkiem porośniętym gęstym, filcowatym owłosieniem, u samic ponadto z klinkiem pośrodku.
Przedplecze jest szersze niż dłuższe, o równomiernie i delikatnie wykrojonej krawędzi przedniej, łukowato zaokrąglonych, zbieżnych ku głowie bardziej niż ku tyłowi bokach, wyraźnych wszystkich kątach i całkowicie obrzeżonej gładką i niepunktowaną listewką krawędzi tylnej. Punktowanie jego powierzchni jest stosunkowo silne i równomiernie rozmieszczone. U samca na przedzie przedplecza leży płytkie wgłębienie obwarowane czterema wzgórkami, u samicy wgłębienia i wzgórków brak. Tarczka jest szeroko trójkątna. Pokrywy mają przednią krawędź tak szeroką jak tylny brzeg przedplecza, kąty barkowe rozszerzone i mocno wystające, rzędy wyraźnie, acz dość drobno punktowane, a międzyrzędy wypukłe oraz skąpo i bardzo drobno punktowane.

## Ekologia i występowanie

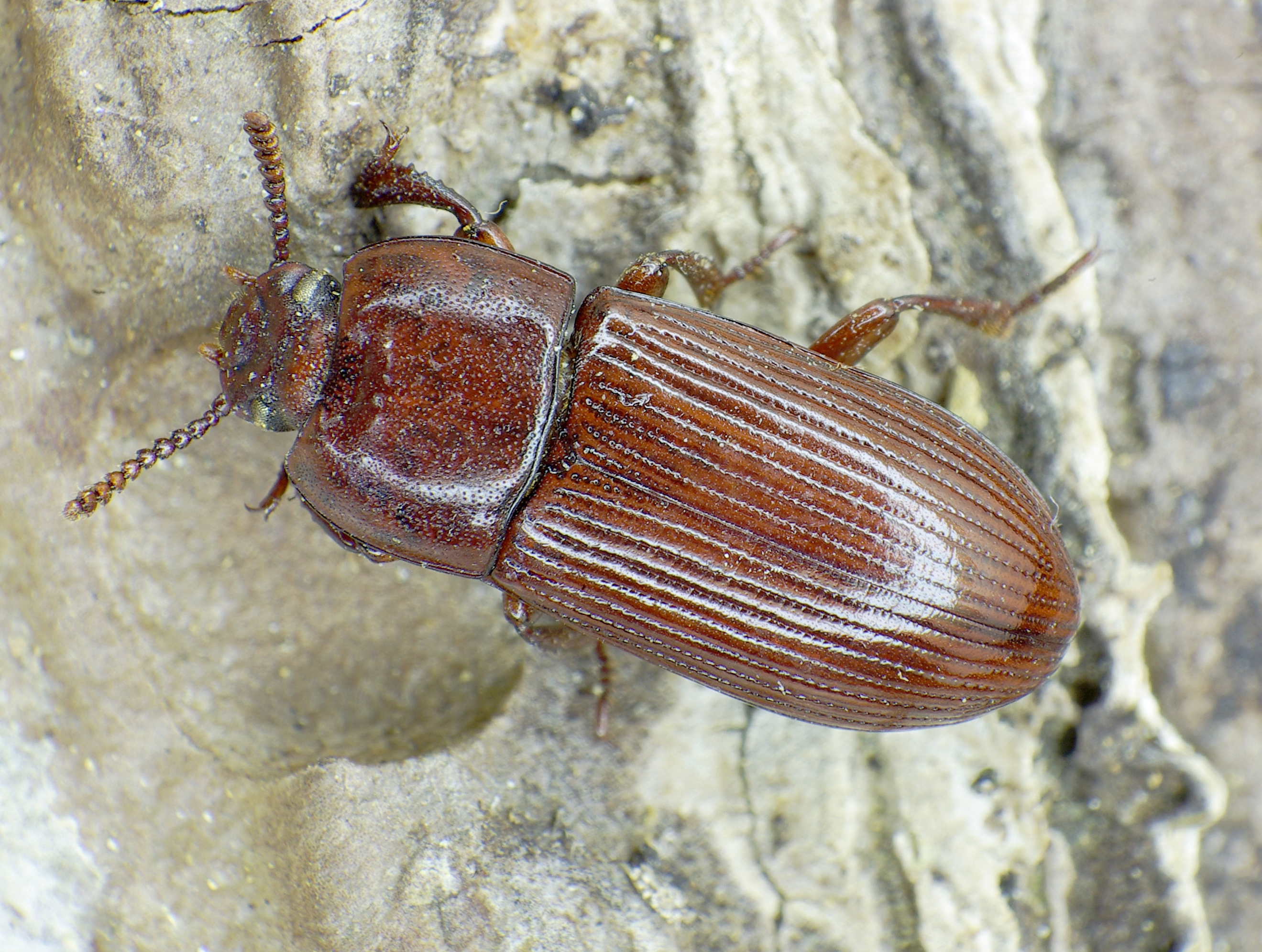
Imago w środowisku

Owad rozmieszczony od nizin po góry z wyjątkiem ich wyższych partii. Zamieszkuje lasy, parki, zadrzewienia i nasadzenia przydrożne. Jest gatunkiem saproksylicznym. Zarówno larwy, jak i postacie dorosłe występują w wilgotnym, przegrzybiałym, martwym drewnie powalonych starych drzew liściastych i iglastych, w korytarzach chrząszczy ksylofagicznych i kariofagicznych oraz w stertach trocin. Związane są z sosnami, świerkami, jodłami, dębami i wierzbami. Dawniej owada tego błędnie uważano za występującego w warunkach synantropijnych na magazynowym zbożu. Aktywne osobniki dorosłe obserwuje się od wiosny do jesieni.
Gatunek palearktyczny. W Europie znany jest z Hiszpanii, Wielkiej Brytanii, Francji, Belgii, Niemiec, Szwajcarii, Liechtensteinu, Austrii, Włoch, Danii, Szwecji, Norwegii, Estonii, Łotwy, Litwy, Polski, Czech, Słowacji, Węgier, Białorusi, Ukrainy, Rumunii, Bułgarii, Słowenii, Chorwacji, Bośni i Hercegowiny, Serbii, Czarnogóry, Albanii, Grecji oraz europejskich części Rosji i Turcji. W Azji podawany jest z Gruzji, Azerbejdżanu i Iranu.
W Polsce jest owadem stosunkowo pospolitym. W Czechach w odpowiednich środowiskach jest nierzadki, tym niemniej na „Czerwonej liście gatunków zagrożonych Republiki Czeskiej” umieszczony został jako gatunek bliski zagrożenia wymarciem (NT). W Rosji jego zasięg rozciąga się od obwodu jarosławskiego i Udmurcji na północy po Kaukaz na południu oraz od obwodu królewieckiego na zachodzie po Ural na wschodzie; przez część katalogów wymieniany jest też z zachodu Syberii, ale autorzy publikacji z 2024 roku nie znaleźli takich doniesień w literaturze.